# 入野村 (静岡県)
入野村（いりのむら）は、かつて静岡県西部、浜名郡に存在した村である。
1957年（昭和32年）3月31日に浜松市に編入合併して消滅した。現在は浜松市中央区の一部である。

## 地理

### 隣接していた自治体
- 静岡県
  - 浜松市
  - 浜名郡可美村

## 沿革
- 1889年（明治22年）4月1日 - 町村制施行に伴い入野村発足。
- 1908年（明治41年）10月1日 - 一部大字が浜松町に編入される。
- 1910年（明治43年）3月28日 - 大字 高塚（現・中央区高塚町）を可美村へ譲渡する。
- 1949年（昭和24年）4月1日 - 一部大字が浜松市に編入される。
- 1957年（昭和32年）3月31日 - 浜松市に編入される。
- 1991年（平成3年）5月1日 - 可美村に譲渡した高塚が浜松市に編入される。また、合併により字名の末尾に町が付けられることとなった。

## 交通

### 道路
- 一般国道
  - 国道257号

### 鉄道
- 東海旅客鉄道
  - 東海道本線 : 高塚駅